# Cosmethis
Cosmethis is een geslacht van vlinders van de familie spanners (Geometridae), uit de onderfamilie Ennominae.

## Soorten
- C. barbara Stoll, 1781
- C. basiflava Warren, 1899
- C. interrupta Butler, 1879
- C. matutinata Walker, 1862
- C. rosenbergi Pagenstecher, 1886
- C. rotundata Butler, 1877
- C. teleleuca Prout, 1926
- C. woodfordii Butler, 1887